# SBB Re 6/6
De Re 6/6, tegenwoordig volgens UIC als Re 620 gekenmerkt, is een type universeel inzetbare elektrische locomotief in dienst bij de Zwitserse federale spoorwegen (SBB) en oorspronkelijk ingezet als tractie voor alle soorten reizigers- en goederentreinen. Sinds de toedeling aan 'Cargo' dient de Re 6/6 / Re 620 uitsluitend nog als tractiemiddel voor goederentreinen. De Re 6/6 / Re 620 is de laatste in conventionele wisselstroomtechniek en speciaal voor de dienst op de Gotthard ontworpen en gebouwde elektrische locomotief, welke de industrie vanaf 1975 in serie aan de Zwitserse federale spoorwegen (SBB) leverde. De serie heeft meteen vanaf haar indienststelling wapens gekregen van gemeenten in Zwitserland met een band met de spoorwegen.

## Geschiedenis
Eind jaren 1960 nam het gewicht van de treinen, die over de Gotthard vervoerd moesten worden, nog steeds toe. De toenemende welvaart deden reislust en goederenstromen toenemen. De bestaande Gotthardloc, de Ae 6/6, was in staat een trein van 650 ton met een snelheid van 75 km/h over de Gotthard te vervoeren. Dat was vooral qua snelheid te laag naar de zin van de Zwitsers.
De tussenoplossing – de Re 4/4 II met een gewijzigde overbrengingsverhouding alias Re 4/4III – bood nauwelijks soelaas: de maximumsnelheid in de krappe Gotthardbogen nam wel toe tot 80 km/h, maar de trekkracht en adhesie van een vierassige locomotief van toen waren in vele gevallen onvoldoende voor de toegenomen treingewichten. Dit maakte dubbeltractie noodzakelijk, hetgeen in vele opzichten onaantrekkelijk was: het bond twee tractie-eenheden, er was nu een (onrendabel) overschot aan tractievermogen en het bijplaatsen en afrangeren van de tweede locomotief kost – hoe dan ook – kostbare tijd.
De hierboven genoemde feiten, de daaruit voortvloeiende tractie-eisen en de stand van toenmalige techniek maakten een zesassige locomotief de aangewezen constructie.
Het bestek stelde zware eisen: de nieuwe locomotief moest in staat zijn een trein van 800 ton met een constante snelheid 80 km/h helling op (26 ‰) te vervoeren en een trein van 400 ton met een constante snelheid van 80 km/h helling af (26‰) te vervoeren. Verder legde het bestek beperkingen op aan de dwarskrachten op het spoor in de Gotthardbogen (radius: 300 m) terwijl in deze bogen met 80 km/h gereden moest kunnen worden.
Deze eisen sloten een constructie uit als die van de Ae 6/6 – de voorganger van Re 6/6 op de Gotthard. De Ae 6/6 heeft twee lange, drieassige draaistellen die zich als het ware door de bochten moeten wringen. In combinatie met de hoge op te brengen trekkrachten oefent deze locomotief in bogen grote dwarskrachten uit op het spoor en veroorzaakt zo (relatief forse) slijtage aan bogen en wissels, vooral op bergachtige trajecten zoals de Gotthard.
Een en ander dwong tot de constructie van een locomotief met 10 300 pk (7600 kW) en drie tweeassige draaistellen om de geëiste zes assen te kunnen onderbrengen in de constructie. Deze configuratie leverde het gewenste vermogen, zijnde het vermogen van een Re 4/4 II/III x 1,5.
Wat opvalt, is dat de constructeurs eind jaren 1960 reeds rekening hielden met de toekomstige, lange Alpenbasistunnels: de extra luchtweerstand in de tunnel bij 140 km/h komt overeen met een extra hellingspromillage van 8. Dit gegeven werd verdisconteerd in de berekeningen van het tractievermogen.
Ziehier de geschiedenis en het eisenpakket waarmee de SBB zich tot de toenmalige hofleveranciers SLM en BBC wendde en in 1969 opdracht verstrekte tot ontwikkeling en fabricage van de elektrische Bo’Bo’Bo’-locomotief met de latere aanduiding Re 6/6. Geheel in de geest van de tijd van toen participeerde de spoorwegmaatschappij/opdrachtgever bijzonder actief in de ontwikkeling van de locomotief – zeker naar huidige maatstaven geredeneerd.

## Constructie en techniek

### Mechanische constructie
De Re 6/6 is een zesassige, elektrische locomotief met drie draaistellen en per as één tractiemotor. Elk draaistel rust door middel van schroefveren (’primaire vering’) op twee wielassen. De vering tussen locomotiefbak en draaistel (secundaire vering) bestaat uit laag aan de bak bevestigde schroefveren (flexicoilveren) op een dwars geplaatste wiegbalk. De draaistellen hebben geen vast maar een theoretisch draaipunt.
De motoren brengen hun kracht over op de wielassen door middel van de gepatenteerde BBC Hohlwellen-Federantrieb (NL: veeraandrijving met krachtoverbrenging via holle as) in een aandrijvingsverhouding 1:2,64.
De eigenlijke trek-remkrachtoverbrenging van draaistel aan de locomotiefbak komt – net als bij de Re 4/4 II+III – voor rekening van een ingenieus stelsel van trekstangen ('Tiefzuganlenkung', 'Tiefzugstangen'), dat er ook voor zorgt dat het voorste draaistel bij aanzetten minder ontlast wordt.
Om een beter aansnijden van de bogen door de nalopende draaistellen te bewerkstelligen bouwden de constructeurs – eveneens analoog aan de Re 4/4 II + III – tussen de drie draaistellen een elastische koppeling (Querkupplung) in. Verder heeft elke as een speling in de breedte van ±10mm en heeft elk wiel wielflenssmering, alles met het doel de mechanische belasting in de dwarsrichting van het spoor in bogen en wissels zo ver mogelijk te reduceren.
Het middendraaistel kreeg een soepeler vering dan de buitenste twee om de overgang van recht spoor in bogen en het berijden van rangeerheuvels (en andere wisselingen in het lengteprofiel van de spoorbaan) zonder adhesieproblemen te doen verlopen.

### Elektrische constructie
De Re 6/6 beschikt – net als de Re II+III – over een klassieke tractie-installatie voor wisselstroomlocomotieven, dat wil zeggen: de door bovenleiding en pantograaf (type BBC-ESa 22-2500) aangevoerde hooggespannen wisselstroom (15.000 V, 16⅔ Hz) wordt aan boord van de locomotief aan de hoogspanningskant van de tractietransformator stapsgewijs geregeld. De zes tractiemotoren (type 12FHW7659) zijn van het klassieke, 12-polige collectortype met een vermogen van 1239 kW bij een spanning van 560 volt en een motorstroom van 2400 ampère. De veldwikkelingen van de tractiemotoren zijn parallel geschakeld als antislipvoorziening (naar het principe van Charmilles).
Deze eenfaseseriemotoren kunnen als generator geschakeld worden om remkracht op te brengen (bijvoorbeeld bij lange afdalingen) en functioneren dan als recuperatierem. Ze leveren in die schakeling de opgewekte elektrische energie terug in het net.
Het geheel resulteerde in een Bo’Bo’Bo’-locomotief met een vermogen van 8020 kW (10 300 pk), een massa van 120 ton en een maximumsnelheid van 140 km/h.
De serie Re 6/6 kan in treinschakeling rijden met Re 420, Re 430 (Re 4/4 II+III), RBe 540 (RBe 4/4), Re 460 / 465 en Re 482.

## Levering

#### Prototypen
De serie werd voorafgegaan door vier prototypen (11601–11604), die BBC en SLM in de herfst van 1972 aan de SBB leverden. Voor de statisch bepaalde, gelijkmatige oplegging van de locomotiefbak op de drie tweeassige draaistellen kozen de constructeurs voor uiteenlopende oplossingen in deze vier protolocomotieven:
- 11601 en 11602 kregen een verticaal gedeelde bak met een scharnierverbinding in het midden, aan de onderkant van de bak (op niveau van de bufferbalk), die een verticale knikbeweging van de locomotief mogelijk maakt. Deze knikbeweging dient de gelijkmatige belasting van de draaistellen bij het berijden van promillageovergangen in de baan (verticale ‘knikken’ in het spoor);
- 11603 met een ongedeelde bak en soepeler secundaire vering (oorspronkelijk: luchtvering) van het middendraaistel (de simpelste oplossing);
- 11604 met ongedeelde bak en elektropneumatisch geregelde asdrukcompensatie tussen midden- en einddraaistellen.

#### De serie
De voor 11603 gekozen oplossing was de simpelste, de goedkoopste en voldoende effectieve oplossing. Deze constructievariant werd daarom gekozen voor de serie. De eerste bestelling omvatte 45 machines (11605–11649), spoedig aangevuld met een tweede bestelling van 40 exemplaren (111650–11689). De levering strekte zich uit van juli 1975 tot december 1980.

## Foto's

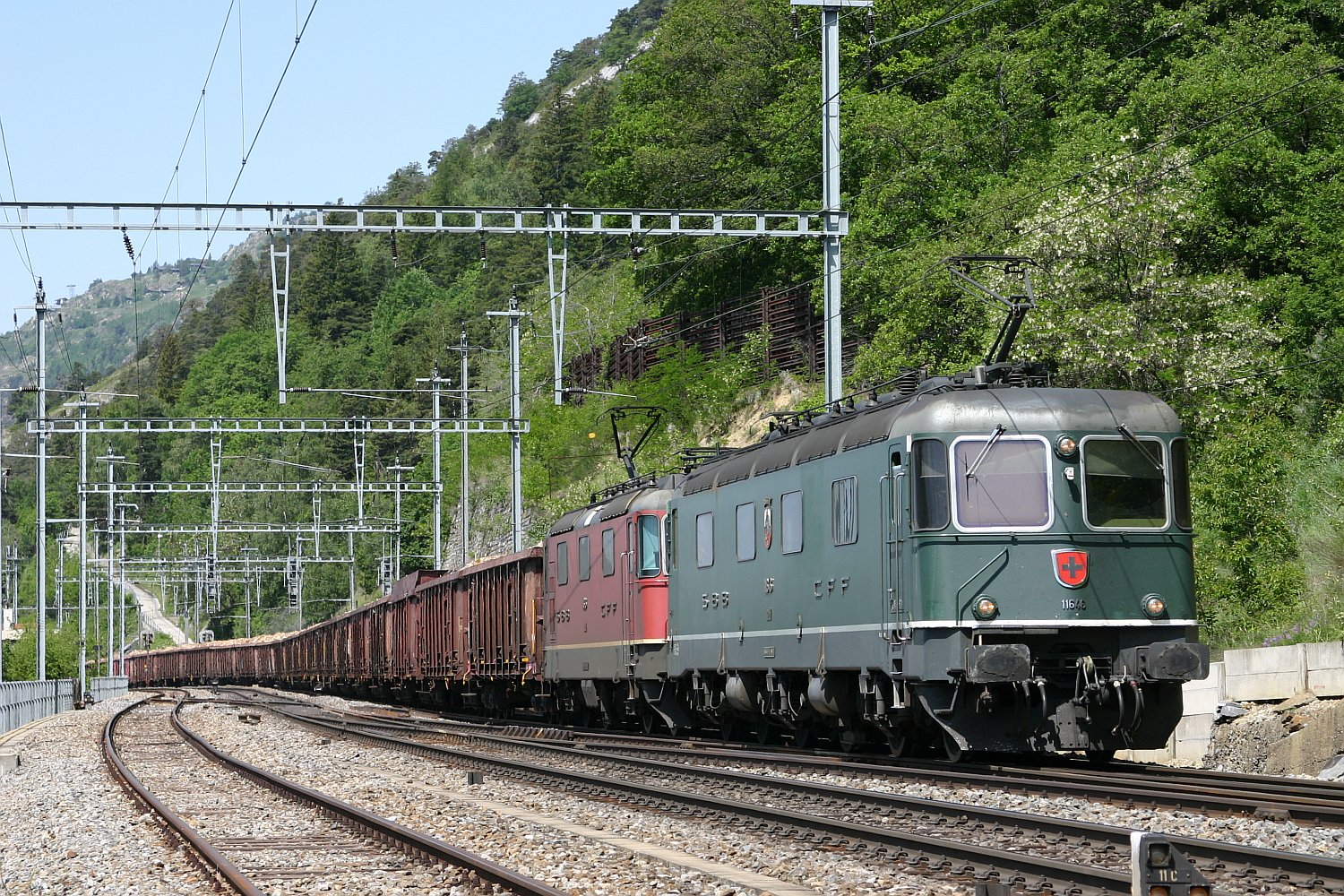
Re 6/6 11646 op 24 mei 2007 te station d'Hohtenn
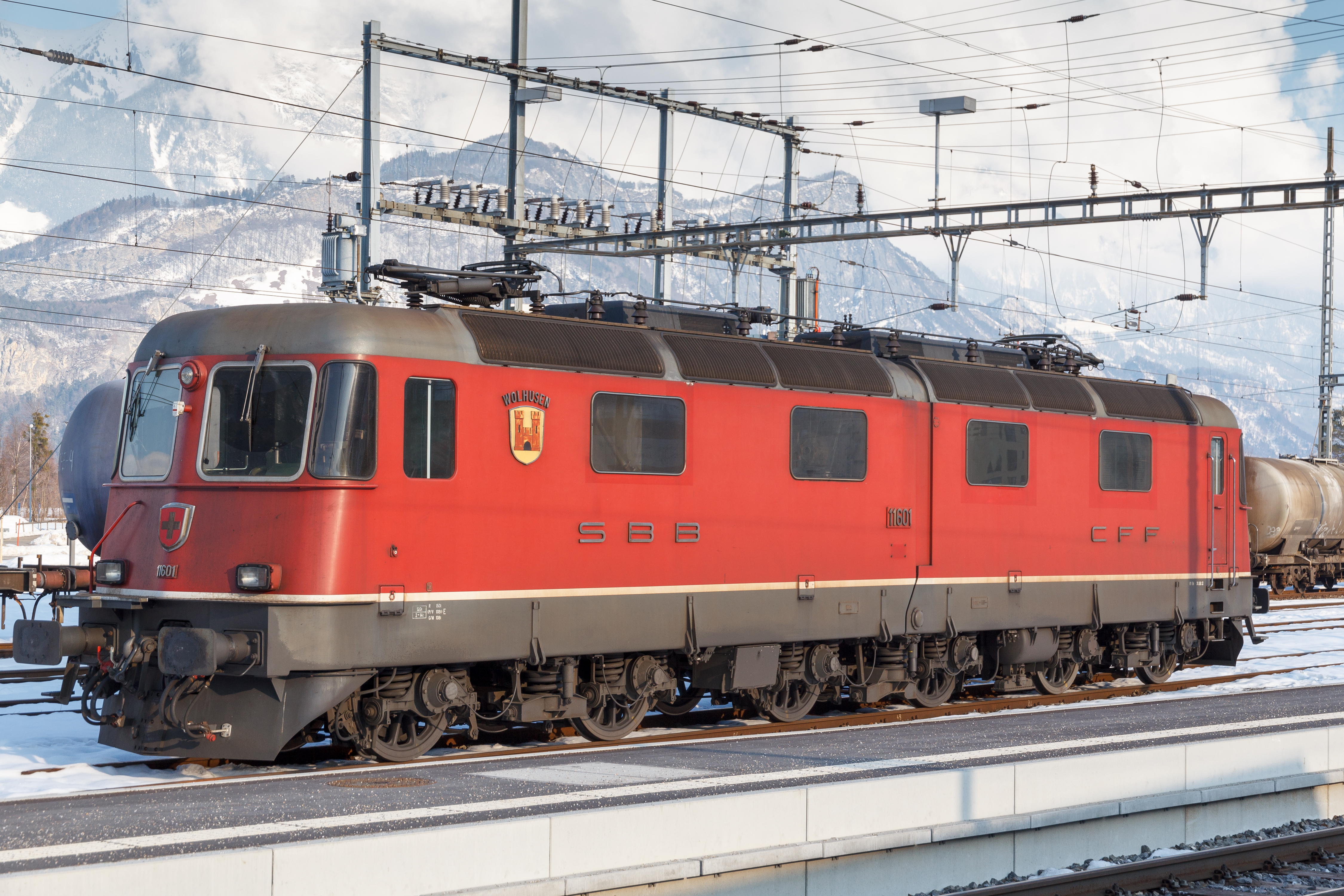
SBB Re 6/6 Nr. 10601 "Wolhusen" (prototype)
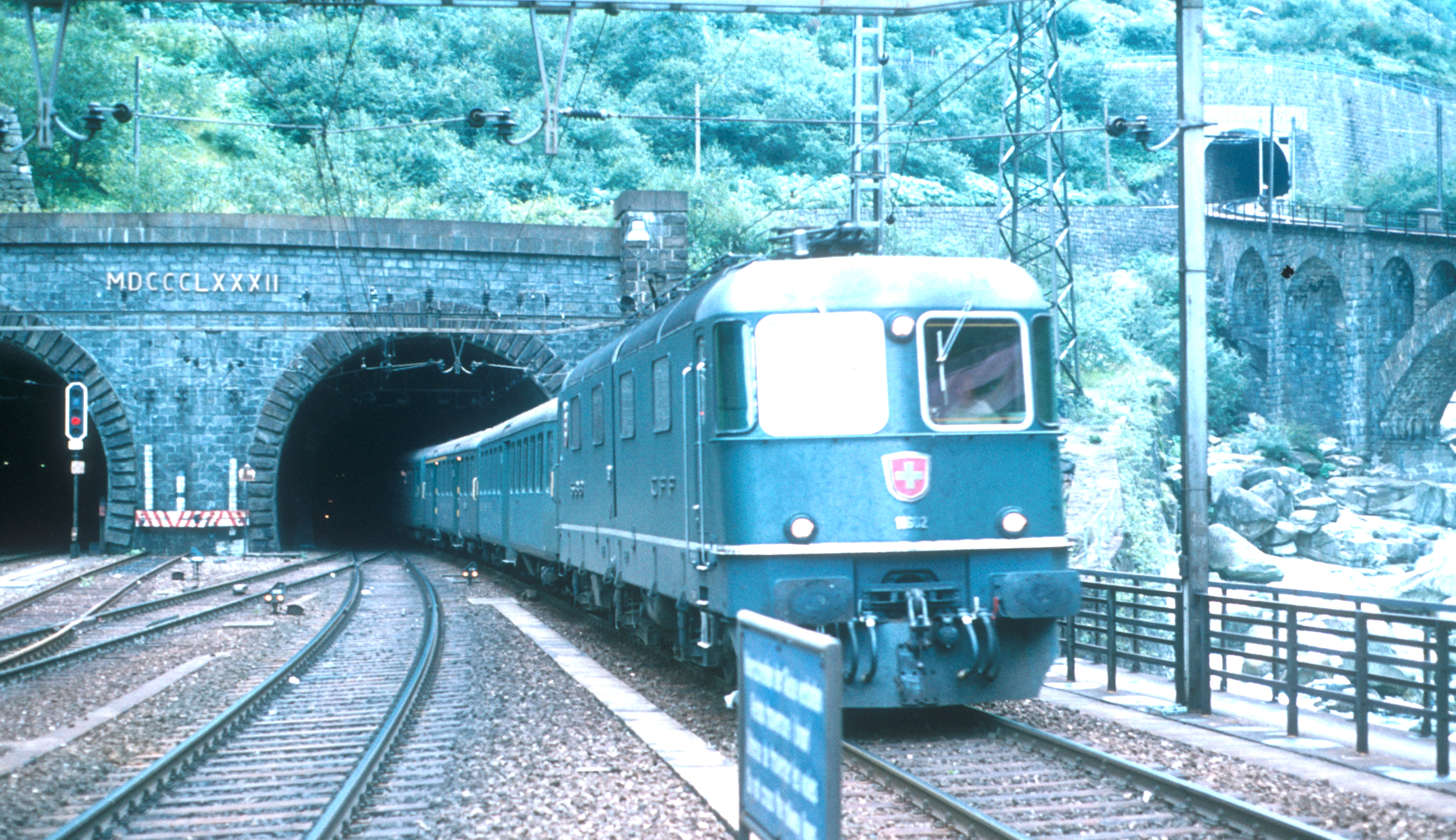
Re 6/6 – 11602 in 1982 te Göschenen
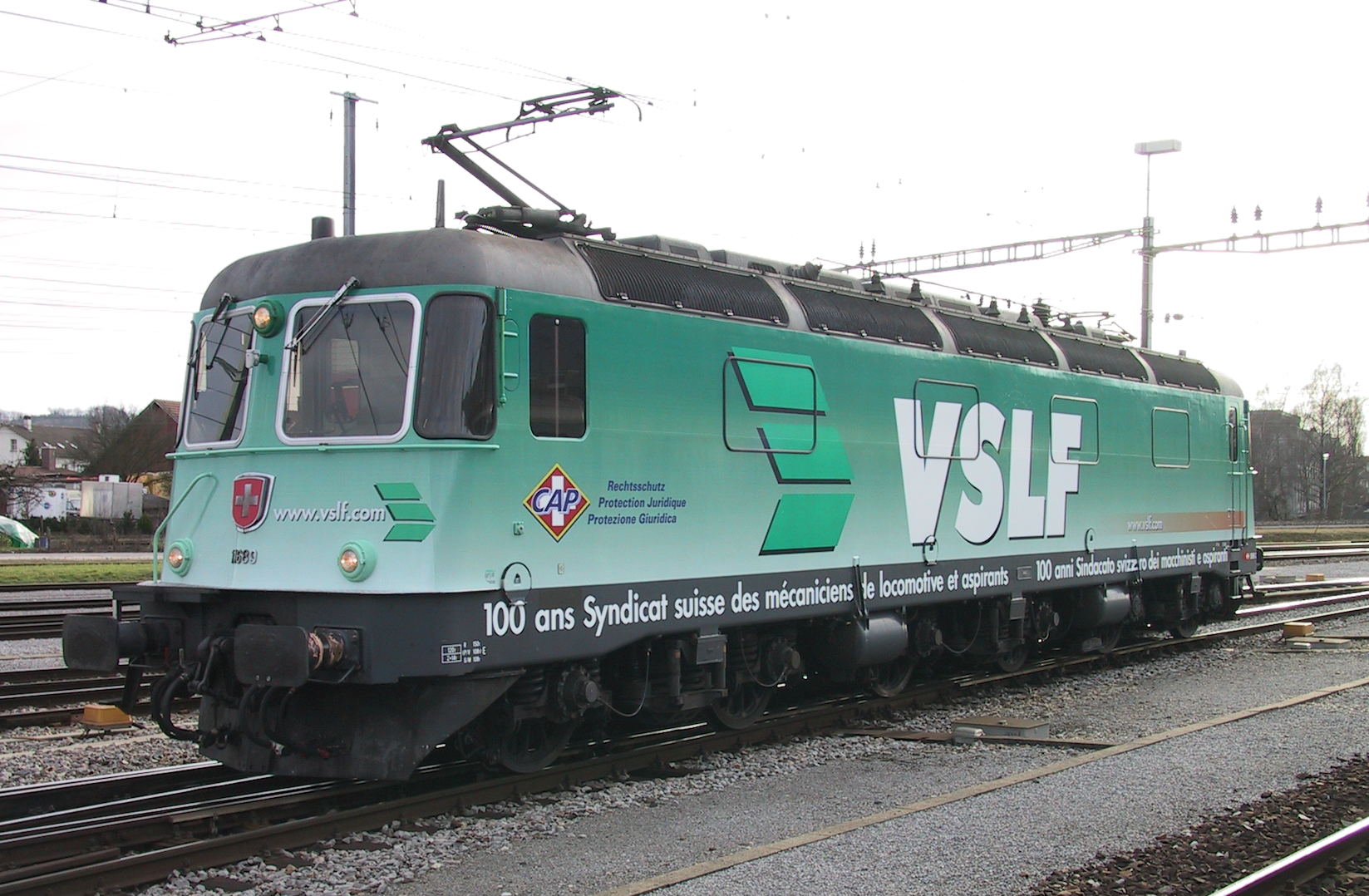
Re 6/6 11689 in speciale VSLF-kleuren

## Cw’s, revisies
Cw’s
1. traploze regeling van motorventilatorstroom (vermindering van onderhoudskosten, lawaai en stroomverbruik);
2. schijnwerpers ter vervanging van twee frontseinen (anno 2009 waren er nog Re 6/6-locomotieven in dienst met drie frontseinen);
3. montage van nieuwe treinbeïnvloeding ZUB;
4. Inbouw van radiografische afstandsbediening bij 11613 en 11657 (aanduiding 'Ref'), om vanaf de Ref 6/6 een Ref 460 (nummers 051 – 054) te kunnen bedienen als onbemande opdrukloc (op de Gotthard). Deze Cw is het experimentele stadium nooit te boven gekomen en zal dat ook niet meer doen: de serie Re(f) 460 is nu compleet aan de divisie ‘P’ toebedeeld;
5. inbouw van ETM om de signalen van radiobakens (Eurobalisen) – onderdeel van de treinbeïnvloeding – te kunnen lezen;
6. UIC-contactdoos tussen de frontruiten, opstap, extra handrail;
7. installatie van GSM-R als radioverbinding (deels ter vervanging van de Zugfunk) met de vaste wal;
8. uitrusting met ETCS level 2 (met cabinesignalering) om dienst te kunnen doen op Matstetten – Rothrist en in de Lötschbergbasistunnel (nummers 11605 – 11639 en 11661 – 11689);
9. cabineairco vanaf 2005 (als Cw of bij gelegenheid van een revisie R3). Alle machines hebben (stand: eind 2009) cabineairco, behalve 11601 en 111602 (de twee prototypen met verticaal gedeelde bak).

Revisies
- De serie Re 6/6 heeft relatief lang dienstgedaan in de traditionele groene kleurstelling omdat zij begin jaren 1990 de kilometerprestatie voor R3 voor het grootste deel nog niet geleverd had. Eerst met R3 krijgt de locomotief ook een nieuwe conservering, vanaf 1984: rood.
- De eerste locomotief die een R 3 met rode conservering kreeg, was in 1984 de 11684.
- In 2002 startte de SBB met de 'facelift' van Re 6/6 bij gelegenheid van Revisies R3: de 11642 was de eerste machine die de poorten van de hoofdwerkplaats te Bellinzona verliet in de nieuwe Cargo-uitmonstering en met de UIC-conforme tractievoertuigaanduiding Re 620 042-2. Het UIC-voertuignummer is: 91 85 46 20 042-2.
- De Cargo-uitmonstering betekent dat de zijwanden van de locomotief blauw geschilderd zijn met grote witte letters Cargo er op, terwijl de fronten rood blijven. Tevens worden bij zo’n facelift bij R3 alle chromen letters en cijfers van zijwanden en fronten afgenomen en vervangen door kunststof plakletters (stickers). De wapens op fronten en zijwanden blijven gehandhaafd, zij het dat de gemeentewapens op de zijwanden rechts uit het midden bij de cabinedeur gemonteerd worden.

## Nieuwe eigenaars, nieuwe serieaanduiding
Bij de boedelscheiding van de divisies Cargo en Personenverkehr eind 1999 maakte SBB de hieronder weergegeven verdeling:
| nummers   | divisie | opmerking  |
| --------- | ------- | ---------- |
| 11601-604 | P       | prototypen |
| 11605-613 | P       |            |
| 11614-689 | Cargo   |            |

De aan Cargo toebedeelde machines verschijnen sinds 2002 na Revisie op de baan met de serie-aanduiding Re 620. De volgnummers 614 – 689 veranderen in 014 – 089.

## Buitendienststellingen
11638, Saxon (1990)